# Svartesjö, Halland
Svartesjö är en sjö i Kungsbacka kommun i Halland och ingår i Kungsbackaåns huvudavrinningsområde. Sjön är 0,5 meter djup, har en yta på 0,013 kvadratkilometer och befinner sig 45 meter över havet.